# Strozzapreti

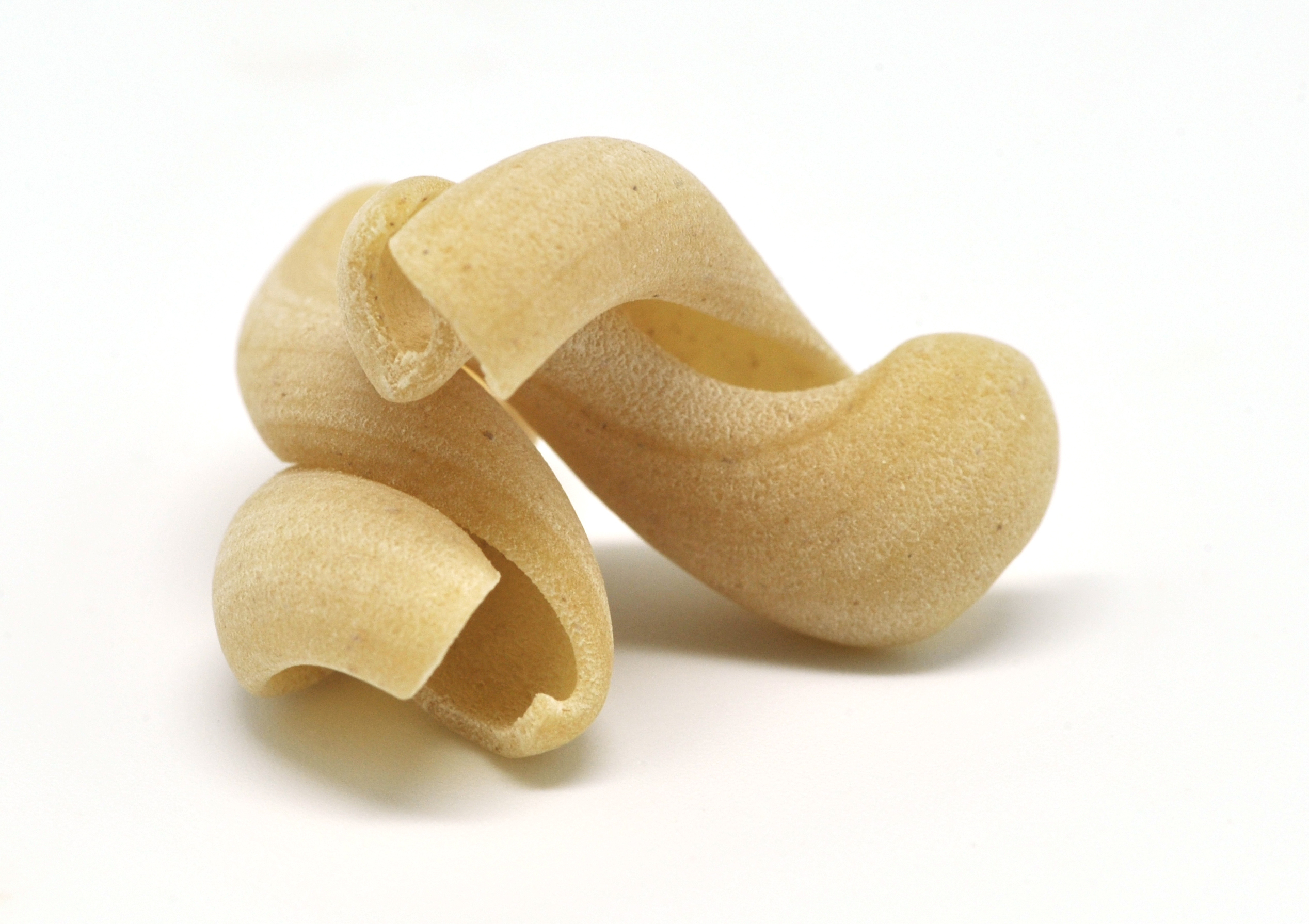
Strozzapreti

Strozzapreti  zijn een soort pasta en lijken heel erg op de pasta soort cavatelli. Het verschil is dat ze langer zijn. Ze worden vaak met de hand gemaakt, gerold en komen uit de regio Emilia-Romagna in Italië. Uit deze regio komen vele pastasoorten, omdat geloofd wordt dat het deeg gladder is dan uit andere Italiaanse regio's. Deze pasta soort wordt vaak geserveerd met tomaten of bolognesesaus en geserveerd met vis, vlees en of groente. De vrije vertaling van Strozzapreti is ‘wurg de priesters’.